# Yang Jiang
Yang Jiang (xinès simplificat: 杨绛, pinyin: Yáng Jiàng; Pequín, 1911 - 2016) fou una dramaturga, escriptora i traductora xinesa, especialment coneguda per la traducció d'obres occidentals com El Quixot.

## Biografia
Yang Jiang va néixer el 17 de juliol de 1911 a Pequín, Xina. en una família originaria de Wuxi a la província de Jiangsu.
Va estudiar a Pequín, Xangai, i a Suzhou. El 1932 es va graduar a la Universitat Suzhou en llicenciatura en Arts, i el mateix any va ser admesa a l'Escola de Postgrau de la Universitat Tsinghua de Pequín,per fer la llicenciatura en llengües i literatura. Aquell any va conèixer a qui seria el seu futur marit, l'escriptor Qian Zhongshu amb qui es va casar el 1935.
El juliol de 1935 amb el seu marit Qian va anar a estudiar a Oxford, on hi van passar dos anys i després el matrimoni i una filla van anar a París. El 1938 va tornar a la Xina i durant els anys quaranta va començar la seva carrera literària, inicialment com a dramaturga a Xangai on feia de professora del Departament de Llengües Estrangeres per dones. En aquesta època va escriure peces teatrals molt ben acollides per la crítica, com "你心如意 Nixin ru yi" (1944), "弄真成假 Nong zhen cheng jia" (1945) i "风 絮 Feng xu" (1947). El 1949 va ser traslladada com a investigadora a l'Institut de Literatura Estrangera de l'Acadèmia Xinesa de Ciències Socials, en un període previ al que seria una etapa dolorosa del país amb tot el procés del Gran Salt Endavant.
En plena Revolució Cultural, ella i el seu marit van ser declarats "acadèmics revolucionaris" i enviats de 1969 a 1972 a una escola de quadres a Henan. Posteriorment va reflectir la seva amarga experiència durant l'exili forçós en diverses obres com "Gan xiao liu ji" (1981).
Els anys vuitanta, tant ella com el seu marit Qian van viatjar per diferents països occidentals, Qian a Itàlia i Estats Units i ella a Anglaterra i Espanya.
El 1986 el rei espanyol li va concedir la medalla de l'Orde Civil d'Alfons X el Savi, per la seva contribució a la difusió de la cultura i literatura espanyola a la Xina.
El 1988 va publicar una novel·la, "Xi Zao" traduïda com "El Bany" o "Banyar-se" que és un retrat sobre la classe intel·lectual xinesa i la seva evolució post Mao Zedong; el 2014 amb 103 anys, Yang va actualitzar el treball, amb el títol de "Després del bany".

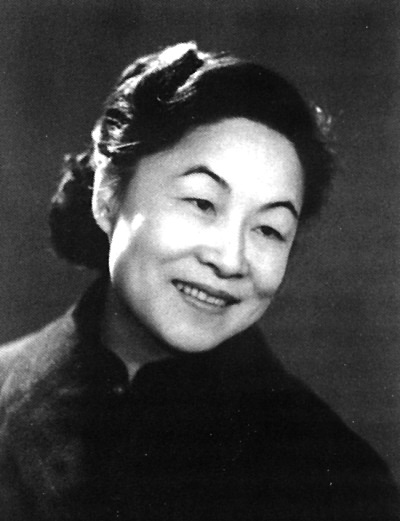
205.99185180664062x205.99185180664062px

En els seus darrers anys, a més de recopilar i d'editar manuscrits deixats pel seu marit Qian Zgongshu, Yang va editar una traducció de l'anglès de Plató, així com una col·lecció d'assaigs filosòfics, " 走到 人生 邊上: 自問 自 答, Zoudao rensheng bianshang: zi wen zi da "(2007).
Va morir el 25 de maig de 2016 a Pequín.

### Traduccions destacades
- 1951: El lazarillo de Tormes, publicada el 1978.[1]
- 1956: Gil Blas
- 1978: El Quixot